# クレマン・ベルテ
クレマン・ベルテ（Clément Berthet、1997年8月2日 - ）は、フランスの自転車競技選手であり、現在はUCIワールドチームのAG2R・シトロエン・チームに所属。
ベルテは2021年にマウンテンバイクのクロスカントリーからロードレースに転向し、デルコと4年契約を結んだ。しかし、8月1日、シーズン途中でAG2R・シトロエン・チームに移籍し、3年契約を結んだ。

## 主な成績（MTB）
2019
ホイバッハ・マウンテンバイク・フェスティバル・バイク・ザ・ロック U23 XCO 優勝
アールガウ・ビクトリー・フィッシャーカップ・ランゲンドルフ XCO 4位
ワールドカップ 男子アンダー23 XCO 総合5位
アルプシュタット大会 4位
レンツァーハイデ大会 6位
ヴァル・ディ・ソーレ大会 7位
ヴァルノード大会 7位
エッツターラー・マウンテンバイク・フェスティバル U23 XCO 5位
サラミナ・エピック第3ラウンド XCO 6位
2020
アールガウ・ビクトリー・フィッシャーカップ・ランゲンドルフ XCO 5位
フランス選手権クロスカントリーオリンピック 10位